# Wrotkowo
Wrotkowo (deutsch Friedrichowen, 1938 bis 1945 Friedrichau) ist ein Ort in der polnischen Woiwodschaft Ermland-Masuren und gehört zur Stadt- und Landgemeinde Gołdap (Goldap) im Kreis Gołdap.

## Geographische Lage
Wrotkowo liegt im Nordosten der Woiwodschaft Ermland-Masuren im Osten der Seesker Höhe (polnisch: Wzgórza Szeskie) und acht Kilometer südöstlich der Kreisstadt Gołdap (Goldap).

## Geschichte
Das einstige Friedrichowen wurde um 1773 gegründet. Im Jahre 1874 wurde der Ort Teil des Amtsbezirks Gurnen (polnisch: Górne), der bis 1945 zum Kreis Goldap im Regierungsbezirk Gumbinnen der preußischen Provinz Ostpreußen gehörte.
Die Zahl der Einwohner belief sich auf 83 im Jahre 1910. Sie stieg bis 1933 auf 91 und belief sich 1939 noch auf 78.
Am 3. Juni 1938 (amtlich bestätigt am 16. Juli 1938) erhielt Friedrichowen die Umbenennung in „Friedrichau“ und kam 1945 in Kriegsfolge mit dem südlichen Ostpreußen zu Polen. Seither heißt der kleine Ort „Wrotkowo“ und ist jetzt eine Ortschaft im Verbund der Stadt- und Landgemeinde Gołdap im Powiat Gołdapski, bis 1998 der Woiwodschaft Suwałki, seither der Woiwodschaft Ermland-Masuren zugehörig.

## Kirche
Mit seiner mehrheitlich evangelischen Bevölkerung war Friedrichowen resp. Friedrichau vor 1945 in das Kirchspiel der Kirche Gurnen (polnisch: Górne) im Kirchenkreis Goldap innerhalb der Kirchenprovinz Ostpreußen der Kirche der Altpreußischen Union eingepfarrt. Die katholische Pfarrkirche war die in Goldap im Bistum Ermland.
Seit 1945 gehören die fast ausnahmslos katholischen Einwohner zur neu errichteten Pfarrei in Górne, die dem Dekanat Gołdap im Bistum Ełk der Katholischen Kirche in Polen zugeordnet ist. Die evangelischen Kirchenglieder orientieren sich zur Kirchengemeinde in Gołdap, einer Filialgemeinde der Pfarrei in Suwałki in der Diözese Masuren der Evangelisch-Augsburgischen Kirche in Polen.

## Verkehr
Das etwas abseits gelegene kleine Dorf Wrotkowo ist auf einer Nebenstraße zu erreichen, die bei Kozaki (Kosaken, 1938 bis 1945 Rappenhöh) von der polnischen Landesstraße DK 65 (einstige deutsche Reichsstraße 132) abzweigt und über Zatyki (Satticken) und Kamionki (Kamionken, 1938 bis 1945 Eichicht) nach Wilkasy (Wilkassen, 1938 bis 1945 Kleineichicht) führt. Eine Anbindung an das Schienennetz besteht nicht.